# Asperula rupicola
Asperula rupicola ist eine Pflanzenart aus der Familie der Rötegewächse (Rubiaceae). Sie wird mit dem deutschen Trivialnamen „Piemonteser Meister“ bezeichnet.

## Beschreibung

### Erscheinungsbild und Blatt
Asperula rupicola ist eine ausdauernde, krautige Pflanze mit Wuchshöhen von 10 bis 15 (selten 5 bis 20) Zentimeter. Er bildet mehr oder weniger umfangreiche Rasen und Pfahlwurzeln aus.
Die jungen, nicht blühenden Pflanzen sind grün oder blaugrün bereift. Die schwachen, vierkantigen und mehr oder weniger kahlen Stängel sind nicht verholzt. Der untere Bereich des Stängels weist kurze Blattabstände auf, während die Internodien des mittleren Bereichs kürzer oder nur leicht länger als die einfachen, gegenständigen Laubblätter sind. Die basalen, eiförmigen bis verkehrt–eiförmigen Blattspreiten stehen in dichten Büscheln zusammen. Die mehr oder weniger kahlen Blattspreiten der Stängelblätter sind bei einer Länge von 20 bis 30 Millimeter und einer Breite von 1 bis 1,5 Millimeter linealisch mit leicht spitzen oberen Ende hyalin. Der Blattrand ist nach unten eingerollt. Eine Mittelrippe zieht sich nicht ganz bis zu drei Viertel der Blattspreite.

### Blütenstand, Blüte und Frucht
Die schirmförmigen, lockeren Blütenstände werden aus mehr oder weniger köpfchenförmigen Teilblütenständen gebildet. Die freien Tragblätter sind üblicherweise breitlanzettlich geformt.
Die zwittrigen Blüten sind radiärsymmetrisch und vierzählig. Der Kelch fehlt oder ist reduziert. Die stieltellerförmige bis schmal trichterförmige, außen rau papillöse, 4 bis 5 Millimeter lange Krone wird durch vier rosafarbenen Kronblätter gebildet. Die Kronröhre ist etwa eineinhalb- bis zweimal so lang wie die vier Kronlappen. Es ist nur ein Kreis mit vier Staubblättern vorhanden, die die Blütenkrone nicht überragen. Zwei Fruchtblätter sind zu einem unterständigen, zweikammerigen, eiförmigen und papillösen Fruchtknoten verwachsen. Jede Fruchtknotenkammer enthält nur eine Samenanlage. Der Griffel ist zweigeteilt und überragt mit der Narbe die Krone nicht.
Asperula rupicola bildet trockene, eiförmige, grobpapillöse und etwa 2 Millimeter große Zerfallfrüchte aus, die sich bei Reife in zwei Teilfrüchte aufspalten.

## Verbreitung und Vorkommen
Asperula rupicola besiedelt die Subalpine Vegetationsstufe der südwestlichen Alpen in Frankreich und Italien.

## Systematik
Asperula rupicola wurde 1852 von Claude Thomas Alexis Jordan in Pugillus Plantarum Novarum Africae Borealis Hispaniaeque Australis, Seite 76, erstbeschrieben. Asperula rupicola wird in der Sektion Cynanchicae innerhalb der Gattung Asperula geführt. Es wird angenommen, dass er mit Arten aus disjunkten subalpinen Zonen, nämlich Asperula beckiana, Asperula neglecta, Asperula neilreichii und Asperula pyrenaica verwandt sein könnte und wird in die „Asperula pyrenaica-Gruppe“ gestellt.